# Liste der Staatsoberhäupter 2003
Übersicht
◄◄ | ◄ | 1999 | 2000 | 2001 | 2002 | Liste der Staatsoberhäupter 2003 | 2004 | 2005 | 2006 | 2007 | ► | ►►

Weitere Ereignisse

## Afrika
- Ägypten
  - Staatsoberhaupt: Präsident Husni Mubarak (1981–2011) (1981–1982 Ministerpräsident)
  - Regierungschef: Ministerpräsident Atif Abaid (1999–2004)
- Algerien
  - Staatsoberhaupt: Präsident Abd al-Aziz Bouteflika (1999–2019)
  - Regierungschef:
    - Ministerpräsident Ali Benflis (2000–5. Mai 2003)
    - Ministerpräsident Ahmed Ouyahia (1995–1998, 5. Mai 2003–2006, 2008–2012, 2017–2019)
- Angola
  - Staatsoberhaupt: Präsident José Eduardo dos Santos (1979–2017)
  - Regierungschef: Ministerpräsident Fernando da Piedade Dias dos Santos (2002–2008)
- Äquatorialguinea
  - Staatsoberhaupt: Präsident Teodoro Obiang Nguema Mbasogo (seit 1979) (bis 1982 Vorsitzender des Obersten Militärrats)
  - Regierungschef: Ministerpräsident Cándido Muatetema Rivas (2001–2004)
- Äthiopien
  - Staatsoberhaupt: Präsident Girma Wolde-Giorgis (2001–2013)
  - Regierungschef: Ministerpräsident Meles Zenawi (1995–2012) (1991–1995 Präsident)
- Benin
  - Staats- und Regierungschef: Präsident Mathieu Kérékou (1972–1991, 1996–2006)
- Botswana
  - Staats- und Regierungschef: Präsident Festus Mogae (1998–2008)
- Burkina Faso
  - Staatsoberhaupt: Präsident Blaise Compaoré (1987–2014)
  - Regierungschef: Ministerpräsident Paramanga Ernest Yonli (2000–2007)
- Burundi
  - Staats- und Regierungschef:
    - Präsident Pierre Buyoya (1987–1993, 1996–30. April 2003)
    - Präsident Domitien Ndayizeye (30. April 2003–2005)
- Dschibuti
  - Staatsoberhaupt: Präsident Ismail Omar Guelleh (seit 1999)
  - Regierungschef: Ministerpräsident Dileita Mohamed Dileita (2001–2013)
- Elfenbeinküste
  - Staatsoberhaupt: Präsident Laurent Gbagbo (2000–2011)
  - Regierungschef:
    - Ministerpräsident (2000–10. Februar 2003)
    - Ministerpräsident Seydou Diarra (2000, 10. Februar 2003–2005)
- Eritrea
  - Staats- und Regierungschef: Präsident Isayas Afewerki (seit 1993)
- Gabun
  - Staatsoberhaupt: Präsident Omar Bongo Ondimba (1967–2009) (bis 15. November 2003 Omar Bongo)
  - Regierungschef: Ministerpräsident Jean-François Ntoutoume Emane (1999–2006)
- Gambia
  - Staats- und Regierungschef: Präsident Yahya Jammeh (1994–2017) (bis 1996 Vorsitzender des Provisorischen Regierungsrats der Armee)
- Ghana
  - Staats- und Regierungschef: Präsident John Agyekum Kufuor (2001–2009)
- Guinea
  - Staatsoberhaupt: Präsident Lansana Conté (1984–2008)
  - Regierungschef: Ministerpräsident Lamine Sidimé (1999–2004)
- Guinea-Bissau
  - Staatsoberhaupt:
    - Präsident Kumba Ialá (2000–14. September 2003)
    - Vorsitzender des Militärrats zur Wiederherstellung der Verfassung und der demokratischen Ordnung Veríssimo Correia Seabra (14. September 2003–28. September 2003) (kommissarisch)
    - Präsident Henrique Pereira Rosa (28. September 2003–2005) (kommissarisch)

  - Regierungschef:
    - Ministerpräsident Mário Pires (2002–14. September 2003)
    - Ministerpräsident Artur Sanhá (28. September 2003–204)
- Kamerun
  - Staatsoberhaupt: Präsident Paul Biya (seit 1982)
  - Regierungschef: Ministerpräsident Peter Mafany Musonge (1996–2004)
- Kap Verde
  - Staatsoberhaupt: Präsident Pedro Pires (2001–2011) (1975–1991 Premierminister)
  - Regierungschef: Premierminister José Maria Neves (2001–2016) (seit 2021 Präsident)
- Kenia
  - Staats- und Regierungschef: Präsident Mwai Kibaki (2002–2013)
- Komoren
  - Staats- und Regierungschef: Präsident Azali Assoumani (1991–2002, 2002–2006)
- Demokratische Republik Kongo (bis 1964 Kongo-Léopoldville, 1964–1971 Demokratische Republik Kongo, 1971–1997 Zaïre)
  - Staats- und Regierungschef: Präsident Joseph Kabila (2001–2019)
- Republik Kongo (1960–1970 Kongo-Brazzaville; 1970–1992 Volksrepublik Kongo)
  - Staats- und Regierungschef: Präsident Denis Sassou-Nguesso (1979–1992, seit 1997)
- Lesotho
  - Staatsoberhaupt: König Letsie III. (1990–1995, seit 1996)
  - Regierungschef: Ministerpräsident Bethuel Pakalitha Mosisili (1998–2012, 2015–2017)
- Liberia
  - Staats- und Regierungschef:
    - Präsident Charles Taylor (1997–11. August 2003)
    - Präsident Moses Blah (11. August 2003–14. Oktober 2003)
    - Vorsitzender der nationalen Übergangsregierung Gyude Bryant (14. Oktober 2003–2006)
- Libyen
  - Revolutionsführer: Muammar al-Gaddafi (1969–2011) (1969–1979 Generalsekretär des Allgemeinen Volkskongresses)
  - Staatsoberhaupt: Generalsekretär des Allgemeinen Volkskongresses Zantani Muhammad az-Zantani (1992–2008)
  - Regierungschef:
    - Generalsekretär des Allgemeinen Volkskomitees Mubarak Abdallah asch-Schamich (2000–14. Juni 2003) (2009–2010 Generalsekretär des Allgemeinen Volkskongresses)
    - Generalsekretär des Allgemeinen Volkskomitees Schukri Ghanim (14. Juni 2003–2006)
- Madagaskar
  - Staatsoberhaupt: Präsident Marc Ravalomanana (2002–2009)
  - Regierungschef: MinisterpräsidentJacques Sylla (2002–2007)
- Malawi
  - Staats- und Regierungschef: Präsident Bakili Muluzi (1994–2004)
- Mali
  - Staatsoberhaupt: Präsident Amadou Toumani Touré (1991–1992, 2002–2012)
  - Regierungschef: Ministerpräsident Ahmed Mohamed Ag Hamani (2002–2004)
- Marokko
  - Staatsoberhaupt: König Mohammed VI. (seit 1999)
  - Regierungschef: Ministerpräsident Driss Jettou (2002–2007)
- Mauretanien
  - Staatsoberhaupt: Präsident Maaouya Ould Sid’Ahmed Taya (1984–2005) (1981–1984, 1984–1992 Ministerpräsident)
  - Regierungschef:
    - Ministerpräsident Cheikh El Avia Ould Mohamed Khouna (1996–1997, 1998–6. Juli 2003)
    - Ministerpräsident Sghaïr Ould M'Bareck (1996–1997, 6. Juli 2003–2005)
- Mauritius
  - Staatsoberhaupt:
    - Präsident Karl Offmann (2002–1. Oktober 2003)
    - Vizepräsident Raouf Bundhun (1. Oktober 2003–7. Oktober 2003) (kommissarisch)
    - Präsident Anerood Jugnauth (7. Oktober 2003–2012) (1982–1985, 2000–2003, 2014–2017 Premierminister)

  - Regierungschef:
    - Premierminister Anerood Jugnauth (1982–1995, 2000–30. September 2003, 2014–2017) (2003–2012 Präsident)
    - Premierminister Paul Bérenger (30. September 2003–2005)
- Mosambik
  - Staatsoberhaupt: Präsident Joaquim Alberto Chissano (1986–2005)
  - Regierungschef: Ministerpräsident Pascoal Mocumbi (1994–2004)
- Namibia
  - Staatsoberhaupt: Präsident Sam Nujoma (1990–2005)
  - Regierungschef: Premierminister Theo-Ben Gurirab (2002–2005)
- Niger
  - Staatsoberhaupt: Präsident Mamadou Tandja (1999–2010)
  - Regierungschef: Ministerpräsident Hama Amadou (1995–1996, 2000–2007)
- Nigeria
  - Staats- und Regierungschef: Präsident Olusegun Obasanjo (1976–1979, 1999–2007)
- Ruanda
  - Staatsoberhaupt: Präsident Paul Kagame (seit 2000)
  - Regierungschef: Ministerpräsident Bernard Makuza (2000–2011)
- Sambia
  - Staats- und Regierungschef: Präsident Levy Mwanawasa (2002–2008)
- São Tomé und Príncipe
  - Staatsoberhaupt:
    - Präsident Fradique de Menezes (2001–16. Juli 2003, 2003–2011)
    - Vorsitzender der Militärjunta der nationalen Erlösung Fernando Pereira (16. Juli 2003–Juli 2003)
    - Präsident Fradique de Menezes (2001–2003, 23. Juli 2003–2011)

  - Regierungschef:
    - Premierministerin Maria das Neves (2002–16. Juli 2003, 2003–2004)
    - Premierministerin Maria das Neves (2002–2003, 23. Juli 2003–2004)
- Senegal
  - Staatsoberhaupt: Präsident Abdoulaye Wade (2000–2012)
  - Regierungschef: Ministerpräsident Idrissa Seck (2002–2004)
- Seychellen
  - Staats- und Regierungschef: Präsident France-Albert René (1977–2004) (1976–1977 Ministerpräsident)
- Sierra Leone
  - Staats- und Regierungschef: Präsident Ahmad Tejan Kabbah (1996–1997, 1998–2007)
- Simbabwe
  - Staats- und Regierungschef: Präsident Robert Mugabe (1987–2017) (1980–1987 Ministerpräsident)
- Somalia
  - Staatsoberhaupt: Präsident Abdikassim Salat Hassan (2000–2004)
  - Regierungschef:
    - Ministerpräsident Hassan Abshir Farah (2001–8. Dezember 2003)
    - Ministerpräsident Mohammed Abdi Yusuf (8. Dezember 2003–2004)
    - Somaliland (international nicht anerkannt)
      - Staats- und Regierungschef: Präsident Dahir Riyale Kahin (2002–2010)
- Südafrika
  - Staats- und Regierungschef: Präsident Thabo Mbeki (1999–2008)
- Sudan
  - Staats- und Regierungschef: Präsident Umar al-Baschir (1989–2019)
- Swasiland
  - Staatsoberhaupt: König Mswati III. (seit 1986)
  - Regierungschef:
    - Premierminister Barnabas Sibusiso Dlamini (1996–29. September 2003, 2008–2018)
    - Premierminister Paul Shabangu (29. September 2003–26. November 2003) (kommissarisch)
    - Premierminister Absalom Themba Dlamini (26. November 2003–2008)
- Tansania
  - Staatsoberhaupt: Präsident Benjamin Mkapa (1995–2005)
  - Regierungschef: Ministerpräsident Frederick Sumaye (1995–2005)
- Togo
  - Staatsoberhaupt: Präsident Gnassingbé Eyadéma (1967–2005)
  - Regierungschef: Ministerpräsident Koffi Sama (2002–2005)
- Tschad
  - Staatsoberhaupt: Präsident Idriss Déby (1990–2021)
  - Regierungschef:
    - Ministerpräsident Haroun Kabadi (2002–24. Juni 2003)
    - Ministerpräsident Moussa Faki (24. Juni 2003–2005)
- Tunesien
  - Staatsoberhaupt: Präsident Zine el-Abidine Ben Ali (1987–2011) (1987 Ministerpräsident)
  - Regierungschef: Ministerpräsident Mohamed Ghannouchi (1999–2011)
- Uganda
  - Staatsoberhaupt: Präsident Yoweri Museveni (seit 1986)
  - Regierungschef: Ministerpräsident Apolo Nsibambi (1999–2011)
- Westsahara (umstritten)
  - Staatsoberhaupt: Präsident Mohamed Abdelaziz (1976–2016) (im Exil)
  - Regierungschef:
    - Ministerpräsident Bouchraya Hammoudi Beyoun (1993–1995, 1999–29. Oktober 2003, seit 2020) (im Exil)
    - Ministerpräsident Abdelkader Taleb Oumar (29. Oktober 2003–2018) (im Exil)
- Zentralafrikanische Republik
  - Staatsoberhaupt:
    - Präsident Ange-Félix Patassé (1993–15. März 2003) (1976–1978 Ministerpräsident)
    - Präsident François Bozizé (15. März 2003–2013)

  - Regierungschef:
    - Ministerpräsident Martin Ziguélé (2001–15. März 2003)
    - Ministerpräsident Abel Goumba (23. März 2003–12. Dezember 2003)
    - Ministerpräsident Célestin Gaombalet (12. Dezember 2003–2005)

## Amerika

### Nordamerika
- Kanada
  - Staatsoberhaupt: Königin Elisabeth II. (1952–2022)
    - Generalgouverneurin: Adrienne Clarkson (1999–2005)

  - Regierungschef:
    - Premierminister Jean Chrétien (1993–12. Dezember 2003)
    - Premierminister Paul Martin (12. Dezember 2003–2006)
- Mexiko
  - Staats- und Regierungschef: Präsident Vicente Fox (2000–2006)
- Vereinigte Staaten von Amerika
  - Staats- und Regierungschef: Präsident George W. Bush (2001–2009)

### Mittelamerika
- Antigua und Barbuda
  - Staatsoberhaupt: Königin Elisabeth II. (1981–2022)
    - Generalgouverneur: James Carlisle (1993–2007)

  - Regierungschef: Premierminister Lester Bird (1994–2004)
- Bahamas
  - Staatsoberhaupt: Königin Elisabeth II. (1973–2022)
    - Generalgouverneurin: Ivy Dumont (2001–2005)

  - Regierungschef: Premierminister Perry Christie (2002–2007, 2012–2017)
- Barbados
  - Staatsoberhaupt: Königin Elisabeth II. (1966–2021)
    - Generalgouverneur: Clifford Husbands (1996–2011)

  - Regierungschef: Premierminister Owen Arthur (1994–2008)
- Belize
  - Staatsoberhaupt: Königin Elisabeth II. (1981–2022)
    - Generalgouverneur: Colville Young (1993–2021)

  - Regierungschef: Premierminister Said Musa (1998–2008)
- Costa Rica
  - Staats- und Regierungschef: Präsident Abel Pacheco (2002–2006)
- Dominica
  - Staatsoberhaupt:
    - Präsident Vernon Shaw (1998–1. Oktober 2003)
    - Präsident Nicholas Liverpool (2. Oktober 2003–2012)

  - Regierungschef: Premierminister Pierre Charles (2000–2004)
- Dominikanische Republik
  - Staats- und Regierungschef: Präsident Hipólito Mejía (2000–2004)
- El Salvador
  - Staats- und Regierungschef: Präsident Francisco Flores Pérez (1999–2004)
- Grenada
  - Staatsoberhaupt: Königin Elisabeth II. (1974–2022)
    - Generalgouverneur: Daniel Williams (1996–2008)

  - Regierungschef: Premierminister Keith Mitchell (1995–2008, 2013–2022)
- Guatemala
  - Staats- und Regierungschef: Präsident Alfonso Antonio Portillo Cabrera (2000–2004)
- Haiti
  - Staatsoberhaupt: Präsident Jean-Bertrand Aristide (1991, 1993–1994, 1994–1996, 2001–2004)
  - Regierungschef: Ministerpräsident Yvon Neptune (2002–2004)
- Honduras
  - Staats- und Regierungschef: Präsident Ricardo Maduro (2002–2006)
- Jamaika
  - Staatsoberhaupt: Königin Elisabeth II. (1962–2022)
    - Generalgouverneur: Howard Cooke (1991–2006)

  - Regierungschef: Premierminister Percival J. Patterson (1992–2006)
- Kuba
  - Staatsoberhaupt und Regierungschef: Präsident des Staatsrats und des Ministerrats Fidel Castro (1976–2008) (1959–1976 Ministerpräsident)
- Nicaragua
  - Staats- und Regierungschef: Präsident Enrique Bolaños (2002–2007)
- Panama
  - Staats- und Regierungschef: Präsidentin Mireya Moscoso (1999–2004)
- St. Kitts und Nevis
  - Staatsoberhaupt: Königin Elisabeth II. (1983–2022)
    - Generalgouverneur: Cuthbert Sebastian (1996–2013)

  - Regierungschef: Ministerpräsident Denzil Douglas (1995–2015)
- St. Lucia
  - Staatsoberhaupt: Königin Elisabeth II. (1979–2022)
    - Generalgouverneurin: Dame Pearlette Louisy (1997–2017)

  - Regierungschef: Ministerpräsident Kenneth Anthony (1997–2006, 2011–2016)
- St. Vincent und die Grenadinen
  - Staatsoberhaupt: Königin Elisabeth II. (1979–2022)
    - Generalgouverneur: Frederick Ballantyne (2002–2019)

  - Regierungschef: Ministerpräsident Ralph Gonsalves (seit 2001)
- Trinidad und Tobago
  - Staatsoberhaupt:
    - Präsident Arthur N. R. Robinson (1997–17. März 2003) (1986–1991 Ministerpräsident)
    - Präsident George Maxwell Richards (17. März 2003–2013)

  - Regierungschef: Ministerpräsident Patrick Manning (1991–1995, 2001–2010)

### Südamerika
- Argentinien
  - Staats- und Regierungschef:
    - Präsident Eduardo Duhalde (2002–25. Mai 2003)
    - Präsident Néstor Kirchner (25. Mai 2003–2007)
- Bolivien
  - Staats- und Regierungschef:
    - Präsident Gonzalo Sánchez de Lozada (1993–1997, 2002–17. Oktober 2003)
    - Präsident Carlos Mesa (17. Oktober 2003–2005)
- Brasilien
  - Staats- und Regierungschef:
    - Präsident Fernando Henrique Cardoso (1995–1. Januar 2003)
    - Präsident Luiz Inácio Lula da Silva (1. Januar 2003–2011, seit 2023)
- Chile
  - Staats- und Regierungschef: Präsident Ricardo Lagos Escobar (2000–2006)
- Ecuador
  - Staats- und Regierungschef:
    - Präsident Gustavo Noboa (2000–15. Januar 2003)
    - Präsident Lucio Gutiérrez (2000, 15. Januar 2003–2005)
- Guyana
  - Staatsoberhaupt: Präsident Bharrat Jagdeo (1999–2011) (1999 Ministerpräsident)
  - Regierungschef: Ministerpräsident Sam Hinds (1992–1997, 1997–1999, 1999–2015) (1997 Präsident)
- Kolumbien
  - Staats- und Regierungschef: Präsident Álvaro Uribe Vélez (2002–2010)
- Paraguay
  - Staats- und Regierungschef:
    - Präsident Luis Ángel González Macchi (1999–15. August 2003)
    - Präsident Nicanor Duarte Frutos (15. August 2003–2008)
- Peru
  - Staatsoberhaupt: Präsident Alejandro Toledo (2001–2006)
  - Regierungschef:
    - Vorsitzender des Ministerrats Luis Solari de la Fuente (2002–28. Juni 2003)
    - Vorsitzende des Ministerrats Beatriz Merino (28. Juni 2003–15. Dezember 2003)
    - Vorsitzender des Ministerrats Carlos Ferrero Costa (15. Dezember 2003–2005)
- Suriname
  - Staats- und Regierungschef: Präsident Ronald Venetiaan (1991–1996, 2000–2010)
  - Regierungschef: Vizepräsident Jules Ratankumar Ajodhia (1991–1996, 2000–2005)
- Uruguay
  - Staats- und Regierungschef: Präsident Jorge Batlle Ibáñez (2000–2005)
- Venezuela
  - Staats- und Regierungschef: Präsident Hugo Chávez (1999–2002, 2002–2013)

## Asien

### Ost-, Süd- und Südostasien
- Bangladesch
  - Staatsoberhaupt: Präsident Iajuddin Ahmed (2002–2009) (2006–2007 Premierminister)
  - Regierungschef: Premierministerin Khaleda Zia (1991–1996, 2001–2006)
- Bhutan
  - Staatsoberhaupt: König Jigme Singye Wangchuck (1972–2006)
  - Regierungschef:
    - Ministerpräsident Kinzang Dorji (2002–30. August 2003, 2007–2008)
    - Ministerpräsident Jigme Thinley (1988–1989, 30. August 2003–2004)
- Brunei
  - Staats- und Regierungschef: Sultan Hassanal Bolkiah (seit 1967)
- Republik China (Taiwan)
  - Staatsoberhaupt: Präsident Chen Shui-bian (2000–2008)
  - Regierungschef: Ministerpräsident You Si-kun (2002–2005)
- Volksrepublik China
  - Staatsoberhaupt:
    - Präsident Jiang Zemin (1993–15. März 2003)
    - Präsident Hu Jintao (15. März 2003–2013)

  - Regierungschef:
    - Ministerpräsident Zhu Rongji (1998–16. März 2003)
    - Ministerpräsident Wen Jiabao (16. März 2003–2013)
- Indien
  - Staatsoberhaupt: Präsident A. P. J. Abdul Kalam (2002–2007)
  - Regierungschef: Premierminister Atal Bihari Vajpayee (1996, 1998–2004)
- Indonesien
  - Staatsoberhaupt und Regierungschef: Präsidentin Megawati Sukarnoputri (2001–2004)
- Japan
  - Staatsoberhaupt: Kaiser Akihito (1989–2019)
  - Regierungschef: Premierminister Jun’ichirō Koizumi (2001–2006)
- Kambodscha
  - Staatsoberhaupt: König Norodom Sihanouk (1941–1955, 1993–2004) (1960–1970, 1975–1976, 1991–1993 Präsident)
  - Regierungschef: Premierminister Hun Sen (1985–2023)
- Nordkorea
  - Vorsitzender der Nationalen Verteidigungskommission: Kim Jong-il (1994–2011)
  - Vorsitzender des Präsidiums der Obersten Volksversammlung: Kim Yong-nam (1998–2019)
  - Regierungschef:
    - Ministerpräsident Hong Song-nam (1997–3. September 2003)
    - Ministerpräsident Pak Pong-ju (3. September 2003–2007, 2013–2019)
- Südkorea
  - Staatsoberhaupt:
    - Präsident Kim Dae-jung (1998–25. Februar 2003)
    - Präsident  Roh Moo-hyun (25. Februar 2003–2008)

  - Regierungschef:
    - Premierminister Kim Suk-soo (2002–26. Februar 2003)
    - Premierminister Goh Kun (1997–1998, 26. Februar 2003–2004)
- Laos
  - Staatsoberhaupt: Präsident Khamtay Siphandone (1998–2006)
  - Regierungschef: Ministerpräsident Boungnang Vorachith (2001–2006) (2016–2021 Präsident)
- Malaysia
  - Staatsoberhaupt: Oberster Herrscher Syed Sirajuddin (2001–2006)
  - Regierungschef:
    - Premierminister Mahathir bin Mohamad (1981–31. Oktober 2003, 2018–2020)
    - Premierminister Abdullah Ahmad Badawi (31. Oktober 2003–2009)
- Malediven
  - Staats- und Regierungschef: Präsident Maumoon Abdul Gayoom (1978–2008)
- Myanmar
  - Staatsoberhaupt: Vorsitzender des Staatsrats für Frieden und Entwicklung Than Shwe (1992–2011) (1992–2003 Ministerpräsident)
  - Regierungschef:
    - Ministerpräsident Than Shwe (1992–25. August 2003) (1992–2011 Vorsitzender des Staatsrats für Frieden und Entwicklung)
    - Ministerpräsident Khin Nyunt (25. August 2003–2004)
- Nepal
  - Staatsoberhaupt: König Gyanendra (1950–1951, 2001–2008)
  - Regierungschef:
    - Premierminister Lokendra Bahadur Chand (1983–1986, 1990, 1997, 2002–5. Juni 2003)
    - Premierminister Surya Bahadur Thapa (1995–1997, 2001–2002, 5. Juni 2003–2004)
- Osttimor
  - Staatsoberhaupt: Präsident Xanana Gusmão (2002–2007) (2007–2015, seit 2023 Premierminister)
  - Regierungschef: Premierminister Marí Bin Amude Alkatiri (2002–2006, 2017–2018)
- Pakistan
  - Staatsoberhaupt: Präsident Pervez Musharraf (2001–2008) (1999–2002 Regierungschef)
  - Regierungschef: Ministerpräsident Zafarullah Khan Jamali (2002–2004)
- Philippinen
  - Staats- und Regierungschef: Präsidentin Gloria Macapagal-Arroyo (2001–2010)
- Singapur
  - Staatsoberhaupt: Präsident Sellapan Ramanathan (1999–2011)
  - Regierungschef: Premierminister Goh Chok Tong (1990–2004)
- Sri Lanka
  - Staatsoberhaupt: Präsidentin Chandrika Kumaratunga (1994–2005) (1994 Premierministerin)
  - Regierungschef: Premierminister Ranil Wickremesinghe (1993–1994, 2001–2004, 2015–2018, 2018–2019, 2022) (2022–2024 Präsident)
- Thailand
  - Staatsoberhaupt: König Rama IX. Bhumibol Adulyadej (1946–2016)
  - Regierungschef: Ministerpräsident Thaksin Shinawatra (2001–2006)
- Vietnam
  - Staatsoberhaupt: Präsident Trần Đức Lương (1997–2006)
  - Regierungschef: Ministerpräsident Phan Văn Khải (1997–2006)

### Vorderasien
- Armenien
  - Staatsoberhaupt: Präsident Robert Kotscharjan (1998–2008) (1992–1994 Ministerpräsident von Bergkarabach, 1994–1997 Präsident von Bergkarabach, 1997–1998 Ministerpräsident von Armenien)
  - Regierungschef: Ministerpräsident Andranik Markarjan (2000–2007)
- Aserbaidschan
  - Staatsoberhaupt:
    - Präsident Heydər Əliyev (1993–31. Oktober 2003)
    - Präsident İlham Əliyev (seit 31. Oktober 2003)

  - Regierungschef:
    - Ministerpräsident Artur Rasizadə (1996–4. August 2003, 2003–2018)
    - Ministerpräsident İlham Əliyev (4. August 2003–4. November 2003) (kommissarisch)
    - Ministerpräsident Artur Rasizadə (1996–2003, 4. November 2003–2018)

  - Bergkarabach (international nicht anerkannt)
    - Staatsoberhaupt: Präsident Arkadi Ghukassjan (1997–2007)
    - Regierungschef: Ministerpräsident Anuschawan Danieljan (1999–2007)
- Bahrain
  - Staatsoberhaupt: König Hamad bin Isa Al Chalifa (seit 1999) (bis 2002 Emir)
  - Regierungschef: Ministerpräsident Chalifa ibn Salman Al Chalifa (1971–2020)
- Georgien
  - Staatsoberhaupt:
    - Präsident Eduard Schewardnadse (1992–23. November 2003)
    - Parlamentspräsidentin Nino Burdschanadse (23. November 2003–2004, 2007–2008) (kommissarisch)

  - Regierungschef:
    - Ministerpräsident Awtandil Dschorbenadse (2001–27. Januar 2003)
    - Ministerpräsident Surab Schwania (27. November 2003–2005)

  - Abchasien (international nicht anerkannt)
    - Staatsoberhaupt: Präsident Wladislaw Ardsinba (1992–2005)
    - Regierungschef:
      - Ministerpräsident Gennadi Gagulija (1995–1997, 2002–22. April 2003)
      - Ministerpräsident Raul Chadschimba (22. April 2003–2004)

  - Südossetien (international nicht anerkannt)
    - Staatsoberhaupt: Präsident Eduard Kokoity (2001–2011)
    - Regierungschef:
      - Ministerpräsident Gerassim Chugajew (1991–1993, 2001–August 2003)
      - Ministerpräsident Igor Sanakojew (17. September 2003–2005)
- Irak (2003 von Alliierten Truppen unter Führung des USA besetzt)
  - Staats- und Regierungschef: Präsident Saddam Hussein (1979–9. April 2003)
  - Oberkommandierender der Besatzungstruppen:
    - Tommy Franks (9. April 2003–7. Juli 2003)
    - John Abizaid (7. Juli 2003–2004)

  - Regierungschef:
    - Oberster Zivilverwalter Jay Garner (21. April 2003–12. Mai 2003)
    - Oberster Zivilverwalter Paul Bremer (12. Mai 2003–2004)
- Iran
  - Religiöses Oberhaupt: Oberster Rechtsgelehrter Ali Chamene’i (seit 1989) (1981–1989 Ministerpräsident)
  - Regierungschef: Präsident Mohammad Chātami (1997–2005)
- Israel
  - Staatsoberhaupt: Präsident Mosche Katzav (2000–2007)
  - Regierungschef: Ministerpräsident Ariel Scharon (2001–2006)
- Jemen
  - Staatsoberhaupt: Vorsitzender des Präsidialrates Ali Abdullah Salih (1990–2012) (ab 1994 Präsident) (1978–1990 Präsident des Nordjemen)
  - Regierungschef: Ministerpräsident Abd al-Qadir Badschamal (2001–2007)
- Jordanien
  - Staatsoberhaupt: König Abdullah II. (seit 1999)
  - Regierungschef:
    - Ministerpräsident Ali Abu ar-Ragheb (2000–25. Oktober 2003)
    - Ministerpräsident Faisal al-Fayiz (25. Oktober 2003–2005)
- Libanon
  - Staatsoberhaupt: Präsident Émile Lahoud (1998–2007)
  - Regierungschef: Ministerpräsident Rafiq al-Hariri (1992–1998, 2000–2004)
- Katar
  - Staatsoberhaupt: Emir Hamad bin Chalifa Al Thani (1995–2013) (1995–1996 Ministerpräsident)
  - Regierungschef: Premierminister Abdullah bin Chalifa Al Thani (1996–2007)
- Kuwait
  - Staatsoberhaupt: Emir Dschabir III. (1977–2006) (1962–1963, 1965–1978 Ministerpräsident)
  - Regierungschef:
    - Ministerpräsident Sa'ad al-Abdallah as-Salim as-Sabah (1978–15. Juli 2003) (2006 Emir)
    - Ministerpräsident Sabah al-Ahmad al-Dschabir as-Sabah (15. Juli 2003–2006) (2006–2020 Emir)
- Oman
  - Staats- und Regierungschef: Sultan Qabus ibn Said (1970–2020)
- Palästinensische Autonomiegebiete
  - Staatsoberhaupt: Präsident: Jassir Arafat (1994–2004)
  - Regierungschef:
    - Ministerpräsident Mahmud Abbas (30. April 2003–7. Oktober 2003) (seit 2005 Präsident)
    - Ministerpräsident Ahmad Qurai (7. Oktober 2003–2005, 2005–2006)
- Saudi-Arabien
  - Staats- und Regierungschef: König Fahd ibn Abd al-Aziz (1982–2005)
- Syrien
  - Staatsoberhaupt: Präsident Baschar al-Assad (2000–2024)
  - Regierungschef:
    - Ministerpräsident Mohammed Mustafa Miro (2000–10. September 2003)
    - Ministerpräsident Muhammad Nadschi al-Utri (10. September 2003–2011)
- Türkei
  - Staatsoberhaupt: Präsident Ahmet Necdet Sezer (2000–2007)
  - Regierungschef:
    - Ministerpräsident Abdullah Gül (2002–14. März 2003) (2007–2014 Präsident)
    - Ministerpräsident Recep Tayyip Erdoğan (14. Mai 2003–2014) (seit 2014 Präsident)
- Vereinigte Arabische Emirate
  - Präsident Zayid bin Sultan Al Nahyan (1971–2004) (1966–2004 Emir von Abu Dhabi)
  - Regierungschef: Ministerpräsident Maktum bin Raschid Al Maktum (1971–1979, 1990–2006) (1990–2006 Emir von Dubai)

### Zentralasien
- Afghanistan
  - Staats- und Regierungschef: Präsident Hamid Karzai (2001–2014)
- Kasachstan
  - Staatsoberhaupt: Präsident Nursultan Nasarbajew (1991–2019)
  - Regierungschef:
    - Ministerpräsident Imanghali Tasmaghambetow (2002–13. Juni 2003)
    - Ministerpräsident Danial Achmetow (13. Juni 2003–2007)
- Kirgisistan
  - Staatsoberhaupt: Präsident Askar Akajew (1991–2005)
  - Regierungschef: Ministerpräsident Nikolai Tanajew (2002–2005)
- Mongolei
  - Staatsoberhaupt: Präsident Natsagiin Bagabandi (1997–2005)
  - Regierungschef: Ministerpräsident Nambaryn Enchbajar (2000–2004) (2005–2009 Präsident)
- Tadschikistan
  - Staatsoberhaupt: Präsident Emomalij Rahmon (seit 1992)
  - Regierungschef: Ministerpräsident Oqil Oqilow (1999–2013)
- Turkmenistan
  - Staats- und Regierungschef: Präsident Saparmyrat Nyýazow (1991–2006)
- Usbekistan
  - Staatsoberhaupt: Präsident Islom Karimov (1991–2016)
  - Regierungschef:
    - Ministerpräsident Oʻtkir Sultonov (1995–11. Dezember 2003)
    - Ministerpräsident Shavkat Mirziyoyev (seit 11. Dezember 2003) (seit 2016 Präsident)

## Australien und Ozeanien
- Australien
  - Staatsoberhaupt: Königin Elisabeth II. (1952–2022)
    - Generalgouverneur:
      - Peter Hollingworth (2001–28. Mai 2003) (seit 11. Mai 2003 Amt ruhend)
      - Guy Green (11. Mai 2003–11. August 2003) (kommissarisch)
      - Michael Jeffery (11. August 2003–2008)

  - Regierungschef: Premierminister John Howard (1996–2007)
- Cookinseln (unabhängiger Staat in freier Assoziierung mit Neuseeland)
  - Staatsoberhaupt: Königin Elisabeth II. (1965–2022)
    - Queen’s Representative: Frederick Tutu Goodwin (2001–2013)

  - Regierungschef: Premierminister Robert Woonton (2002–2004)
- Fidschi
  - Staatsoberhaupt: Präsident Josefa Iloilo (2000–2006, 2007–2009)
  - Regierungschef: Ministerpräsident Laisenia Qarase (2000–2001, 2001–2006)
- Kiribati
  - Staats- und Regierungschef:
    - Präsident Teburoro Tito (1994–28. März 2003)
    - Vorsitzender des Staatsrats Tion Otang (28. März 2003–10. Juli 2003) (kommissarisch)
    - Präsident Anote Tong (10. Juli 2003–2016)
- Marshallinseln
  - Staats- und Regierungschef: Präsident Kessai Note (2000–2008)
- Mikronesien
  - Staats- und Regierungschef:
    - Präsident Leo Falcam (1999–11. Mai 2003)
    - Präsident Joseph J. Urusemal (11. Mai 2003–2007)
- Nauru
  - Staats- und Regierungschef:
    - Präsident René Harris (1999–2000, 2001–9. Januar 2003, 2003, 2003–2004)
    - Präsident Bernard Dowiyogo (1976–1978, 1989–1995, 1996, 1998–1999, 2000–2001, 9. Januar 2003–17. Januar 2003, 2003)
    - Präsident  René Harris (1999–2000, 2001–2003, 17. Januar 2003–18. Januar 2003, 2003–2004)
    - Präsident Bernard Dowiyogo (1976–1978, 1989–1995, 1996, 1998–1999, 2000–2001, 2003, 18. Januar 2003–10. März 2003)
    - Präsident Derog Gioura (10. März 2003–29. Mai 2003)
    - Präsident Ludwig Scotty (29. Mai 2003–8. August 2003, 2004–2007)
    - Präsident René Harris (1999–2000, 2001–2003, 2003, 8. August 2003–2004)
- Neuseeland
  - Staatsoberhaupt: Königin Elisabeth II. (1952–2022)
    - Generalgouverneurin: Silvia Cartwright (2001–2006)

  - Regierungschef: Premierministerin Helen Clark (1999–2008)
- Niue (unabhängiger Staat in freier Assoziierung mit Neuseeland)
  - Staatsoberhaupt: Königin Elisabeth II. (1974–2022)
    - Queen’s Representative: Generalgouverneur von Neuseeland

  - Regierungschef: Premierminister Young Vivian (1992–1993, 2002–2008)
- Palau
  - Staats- und Regierungschef: Präsident Tommy Remengesau (2001–2009, 2013–2021)
- Papua-Neuguinea
  - Staatsoberhaupt: Königin Elisabeth II. (1975–2022)
    - Generalgouverneur:
      - Silas Atopare (1997–20. November 2003)
      - Parlamentssprecher Bill Skate (21. November 2003–2004, 2010) (kommissarisch) (1997–1999 Ministerpräsident)

  - Regierungschef: Premierminister Michael Somare (1975–1980, 1982–1985, 2002–2011)
- Salomonen
  - Staatsoberhaupt: Königin Elisabeth II. (1978–2022)
    - Generalgouverneur: John Lapli (1999–2004)

  - Regierungschef: Premierminister Allan Kemakeza (2001–2006)
- Samoa
  - Staatsoberhaupt: O le Ao o le Malo Tanumafili II. (1962–2007)
  - Regierungschef: Premierminister Sailele Tuilaʻepa Malielegaoi (1998–2021)
- Tonga
  - Staatsoberhaupt: König Taufaʻahau Tupou IV. (1970–2006)
  - Regierungschef: Premierminister Ulukalala Lavaka Ata (2000–2006) (seit 2012 König)
- Tuvalu
  - Staatsoberhaupt: Königin Elisabeth II. (1978–2022)
    - Generalgouverneur:
      - Tomasi Puapua (1998–9. September 2003)
      - Faimalaga Luka (9. September 2003–2005)

  - Regierungschef: Premierminister Saufatu Sopoanga (2002–2004)
- Vanuatu
  - Staatsoberhaupt: Präsident John Bennett Bani (1999–2004)
  - Regierungschef: Ministerpräsident Edward Natapei (2001–2004, 2008–2010, 2011)

## Europa
- Albanien
  - Staatsoberhaupt: Präsident Alfred Moisiu (2002–2007)
  - Regierungschef: Ministerpräsident Fatos Nano (1991, 1997–1998, 2002–2005)
- Andorra
  - Co-Fürsten:
    - Staatspräsident von Frankreich Jacques Chirac (1995–2007)
      - Persönlicher Repräsentant: Philippe Massoni (2002–2007)

    - Bischof von Urgell Joan Martí Alanís (1971–12. Mai 2003)
    - Bischof von Urgell Joan Enric Vives i Sicília (12. Mai 2003–2025)
      - Persönlicher Repräsentant: Nemesi Marquès i Oste (1993–2010)

  - Regierungschef: Regierungspräsident Marc Forné Molné (1994–2005)
- Belarus
  - Staatsoberhaupt: Präsident Aljaksandr Lukaschenka (seit 1994)
  - Regierungschef:
    - Ministerpräsident Uladsimir Jarmoschyn Henads Nawizki (2001–10. Juli 2003)
    - Ministerpräsident Sjarhej Sidorski (10. Juli 2003–2010)
- Belgien
  - Staatsoberhaupt: König Albert II. (1993–2013)
  - Regierungschef: Ministerpräsident Guy Verhofstadt (1999–2008)
- Bosnien und Herzegowina
  - Hoher Repräsentant für Bosnien und Herzegowina: Paddy Ashdown (2002–2006)
  - Staatsoberhaupt:
    - Vorsitzender des Staatspräsidiums Mirko Šarović (2002–2. April 2003)
    - Vorsitzender des Staatspräsidiums Dragan Čović (2. April 2003–10. April 2003, 2003–2004, 2015–2016, 2017–2018)
    - Vorsitzender des Staatspräsidiums Borislav Paravac (10. April 2003–27. Juni 2003, 2004–2005)
    - Vorsitzender des Staatspräsidiums Dragan Čović (2003, 27. Juni 2003–2004, 2015–2016, 2017–2018)

  - Staatspräsidium:
    - Bosniaken: Sulejman Tihić (2002–2006)
    - Kroaten: Dragan Čović (2002–2005, 2014–2018)
    - Serben: 
      - Mirko Šarović (2002–2. April 2003)
      - Borislav Paravac (2. April 2003–2006)

  - Regierungschef: Ministerpräsident Adnan Terzić (2002–2007)
- Bulgarien
  - Staatsoberhaupt: Präsident Georgi Parwanow (2002–2012)
  - Regierungschef: Ministerpräsident Simeon Sakskoburggotski (2001–2005) (1943–1946 König)
- Dänemark
  - Staatsoberhaupt: Königin Margrethe II. (1972–2024)
  - Regierungschef: Ministerpräsident Anders Fogh Rasmussen (2001–2009)
  - Färöer (politisch selbstverwalteter und autonomer Bestandteil des Königreichs Dänemark)
    - Vertreter der dänischen Regierung: Reichsombudsfrau Birgit Kleis (2001–2005)
    - Regierungschef: Ministerpräsident Anfinn Kallsberg (1998–2004)

  - Grönland (politisch selbstverwalteter und autonomer Bestandteil des Königreichs Dänemark)
    - Vertreter der dänischen Regierung: Reichsombudsmann Peter Lauritzen (2002–2005)
    - Regierungschef: Ministerpräsident Hans Enoksen (2002–2009)
- Deutschland
  - Staatsoberhaupt: Bundespräsident Johannes Rau (1999–2004)
  - Regierungschef: Bundeskanzler Gerhard Schröder (1998–2005)
- Estland
  - Staatsoberhaupt: Präsident Arnold Rüütel (1991–1992, 2001–2006)
  - Regierungschef:
    - Ministerpräsident Siim Kallas (2002–10. April 2003)
    - Ministerpräsident Juhan Parts (10. April 2003–2005)
- Finnland
  - Staatsoberhaupt: Präsidentin Tarja Halonen (2000–2012)
  - Regierungschef:
    - Ministerpräsident Paavo Lipponen (1995–17. April 2003)
    - Ministerpräsidentin Anneli Jäätteenmäki (17. April 2003–24. Juni 2003)
    - Ministerpräsident Matti Vanhanen (24. Juni 2003–2010)
- Frankreich
  - Staatsoberhaupt: Präsident Jacques Chirac (1995–2007) (1974–1976, 1986–1988 Premierminister)
  - Regierungschef: Premierminister Jean-Pierre Raffarin (2002–2005)
- Griechenland
  - Staatsoberhaupt: Präsident Konstantinos Stefanopoulos (1995–2005)
  - Regierungschef: Ministerpräsident Konstantinos Simitis (1996–2004)
- Irland
  - Staatsoberhaupt: Präsidentin Mary McAleese (1997–2011)
  - Regierungschef: Taoiseach Bertie Ahern (1997–2008)
- Island
  - Staatsoberhaupt: Präsident Ólafur Ragnar Grímsson (1996–2016)
  - Regierungschef: Ministerpräsident Davíð Oddsson (1991–2004)
- Italien
  - Staatsoberhaupt: Präsident Carlo Azeglio Ciampi (1999–2006) (1993–1994 Ministerpräsident)
  - Regierungschef: Ministerpräsident Silvio Berlusconi (1994–1995, 2001–2006, 2008–2011)
- Jugoslawien (ab 4. März 2003 Serbien und Montenegro)
  - Staatsoberhaupt: Präsident Vojislav Koštunica (2000–4. März 2003)
  - Regierungschef:Ministerpräsident Zoran Žižić (2000–4. März 2003)
- Kanalinseln[1]
  - Guernsey
    - Staats- und Regierungschef: Herzogin Elisabeth II. (1952–2022)
      - Vizegouverneur: John Foley (2000–2005)

  - Jersey
    - Staats- und Regierungschef: Herzogin Elisabeth II. (1952–2022)
      - Vizegouverneur: John Cheshire (2001–2006)
- Kroatien
  - Staatsoberhaupt: Präsident Stjepan Mesić (2000–2010)
  - Regierungschef:
    - Regierungspräsident Ivica Račan (2000–23. Dezember 2003)
    - Regierungspräsident Ivo Sanader (23. Dezember 2003–2009)
- Lettland
  - Staatsoberhaupt: Präsidentin Vaira Vīķe-Freiberga (1999–2007)
  - Regierungschef: Ministerpräsident Einars Repše (2002–2004)
- Liechtenstein
  - Staatsoberhaupt: Fürst Hans-Adam II. (seit 1989)
  - Regierungschef: Otmar Hasler (2001–2009)
- Litauen
  - Staatsoberhaupt:
    - Präsident Valdas Adamkus (1998–26. Februar 2003, 2004–2009)
    - Präsident Rolandas Paksas (26. Februar 2003–2004) (1999, 2000–2001 Ministerpräsident)

  - Regierungschef: Ministerpräsident Algirdas Brazauskas (2001–2006) (1992–1998 Präsident )
- Luxemburg
  - Staatsoberhaupt: Großherzog Henri (seit 2000)
  - Regierungschef: Ministerpräsident Jean-Claude Juncker (1995–2013)
- Malta
  - Staatsoberhaupt: Präsident Guido de Marco (1999–2004)
  - Regierungschef: Premierminister Edward Fenech Adami (1987–1996, 1998–2004) (2004–2009 Präsident)
- Isle of Man[1]
  - Staatsoberhaupt: Lord of Man Elisabeth II. (1952–2022)
    - Vizegouverneur:Ian David Macfadyen (2000–2005)

  - Regierungschef: Premierminister Richard Corkill (2001–2004)
- Mazedonien
  - Staatsoberhaupt: Präsident Boris Trajkovski (1999–2004)
  - Regierungschef: Ministerpräsident Branko Crvenkovski (1992–1998, 2002–2004) (2004–2009 Präsident)
- Moldau
  - Staatsoberhaupt: Präsident Vladimir Voronin (2001–2009)
  - Regierungschef: Ministerpräsident Vasile Tarlev (2001–2008)
  - Transnistrien (international nicht anerkannt)
    - Präsident: Igor Smirnow (1991–2011)
- Monaco
  - Staatsoberhaupt: Fürst: Rainier III. (1949–2005)
  - Regierungschef: Staatsminister Patrick Leclercq (2000–2005)
- Niederlande
  - Staatsoberhaupt: Königin Beatrix (1980–2013)
  - Regierungschef: Ministerpräsident Jan Peter Balkenende (2002–2010)
  - Niederländische Antillen (Land des Königreichs der Niederlande)
    - Vertreter der niederländischen Regierung: Gouverneur Frits Goedgedrag (2002–2010)
    - Regierungschef: 
      - Ministerpräsident Etienne Ys (3. Juni 2002–22. Juli 2003)
      - Ministerpräsident Ben Komproe (22. Juli 2003–11. August 2003)
      - Ministerpräsidentin Mirna Louisa-Godett (11. August 2003–2004)
- Norwegen
  - Staatsoberhaupt: König Harald V. (seit 1991)
  - Regierungschef: Ministerpräsident Kjell Magne Bondevik (1997–2000, 2001–2005)
- Österreich
  - Staatsoberhaupt: Bundespräsident Thomas Klestil (1992–2004)
  - Regierungschef: Bundeskanzler Wolfgang Schüssel (2000–2007)
- Polen
  - Staatsoberhaupt: Präsident Aleksander Kwaśniewski (1995–2005)
  - Regierungschef: Ministerpräsident Leszek Miller (2001–2004)
- Portugal
  - Staatsoberhaupt: Präsident Jorge Sampaio (1996–2006)
  - Regierungschef: Ministerpräsident José Manuel Barroso (2002–2004)
- Rumänien
  - Staatsoberhaupt: Präsident Ion Iliescu (1989–1996, 2000–2004)
  - Regierungschef: Ministerpräsident Adrian Năstase (2000–2004)
- Russland
  - Staatsoberhaupt: Präsident Wladimir Putin (1999–2008, seit 2012) (1999–2000, 2008–2012 Ministerpräsident)
  - Regierungschef: Ministerpräsident Michail Kassjanow (2000–2004)
- San Marino
  - Staatsoberhaupt: Capitani Reggenti
    - Giuseppe Maria Morganti (1. Oktober 2002–1. April 2003) und Mauro Chiaruzzi (1. Oktober 2002–1. April 2003)
    - Pier Marino Menicucci (1. April 2003–1. Oktober 2003) und Giovanni Giannoni (1. April 2003–1. Oktober 2003)
    - Giovanni Lonfernini (1. Oktober 2003–1. April 2004) und Valeria Ciavatta (1. Oktober 2003–1. April 2004, 2014)

  - Regierungschef: 
    - Außenminister Fiorenzo Stolfi (2002–12. Dezember 2003)
    - Außenminister Fabio Berardi (12. Dezember 2003–2006)
- Schweden
  - Staatsoberhaupt: König Carl XVI. Gustaf (seit 1973)
  - Regierungschef: Ministerpräsident Göran Persson (1996–2006)
- Schweiz[2]
  - Bundespräsident Pascal Couchepin (1. Januar 2003–31. Dezember 2003, 2008)
  - Bundesrat:
    - Kaspar Villiger (1989–31. Dezember 2003)
    - Moritz Leuenberger (1995–2010)
    - Pascal Couchepin (1998–2009)
    - Joseph Deiss (1999–2006)
    - Ruth Metzler-Arnold (1999–31. Dezember 2003)
    - Samuel Schmid (2001–2008)
    - Micheline Calmy-Rey (1. Januar 2003–2011)
- Serbien und Montenegro (bis 4. März 2003 Jugoslawien)
  - Staats- und Regierungschef: Präsident und Ministerpräsident Svetozar Marović (7. März 2003–2006)
  - Serbien
    - Präsidentin:
      - Nataša Mićić (kommissarisch 2002–2004)

    - Regierungschef:
      - MinisterpräsidentinZoran Đinđić (2001–12. März 2003)
      - Nebojša Čović (12. März 2003–16. März 2003) (kommissarisch)
      - Žarko Korać (17. März 2003–18. März 2003) (kommissarisch)
      - Zoran Živković (18. März 2003–2004)

  - Montenegro
    - Präsident:
      - Präsident Filip Vujanović (2002–19. Mai 2003, seit 2003) (kommissarisch), (1998–2003 Ministerpräsident)
      - Rifat Rastoder und Dragan Kujović (19. Mai–22. Mai 2003) (kommissarisch)
      - Filip Vujanović (seit 22. Mai 2003–2018)

    - Regierungschef: 
      - Ministerpräsident Dragan Đurović (2002–8. Januar 2003) (kommissarisch)
      - Milo Đukanović (1991–1998, 8. Mai 2003–2006, 2008–2010, 2012–2016) (1998–2002, 2018–2023 Präsident)
- Slowakei
  - Staatsoberhaupt: Präsident Rudolf Schuster (1999–2004)
  - Regierungschef: Ministerpräsident Mikuláš Dzurinda (1998–2006)
- Slowenien
  - Staatsoberhaupt: Präsident Janez Drnovšek (2002–2007) (1992–2000, 2000–2002 Präsident)
  - Regierungschef: Ministerpräsident Anton Rop (2002–2004)
- Spanien
  - Staatsoberhaupt: König Juan Carlos I. (1975–2014)
  - Regierungschef: Ministerpräsident José María Aznar (1996–2004)
- Tschechien
  - Staatsoberhaupt:
    - Präsident Václav Havel (1993–2. Februar 2003)
    - Ministerpräsident Vladimír Špidla (2. Februar 2003–7. März 2003) (kommissarisch)
    - Präsident Václav Klaus (1993, 7. März 2003–2013) (1993–1997 Ministerpräsident)

  - Regierungschef: Ministerpräsident Vladimír Špidla (2002–2004)
- Ukraine
  - Staatsoberhaupt: Präsident Leonid Kutschma (1994–2005) (1992–1993 Ministerpräsident)
  - Regierungschef: Ministerpräsident Wiktor Janukowytsch (2002–2005, 2006–2007) (2010–2014 Präsident)
- Ungarn
  - Staatsoberhaupt: Präsident Ferenc Mádl (2000–2005)
  - Regierungschef: Ministerpräsident Péter Medgyessy (2002–2004)
- Vatikanstadt
  - Staatsoberhaupt: Papst Johannes Paul II. (1978–2005)
  - Regierungschef: Präsident des Governatorats Edmund Casimir Szoka (1997–2006)
- Vereinigtes Königreich
  - Staatsoberhaupt: Königin Elisabeth II. (1952–2022) (gekrönt 1953)
  - Regierungschef: Premierminister Tony Blair (1997–2007)
- Republik Zypern
  - Staats- und Regierungschef:
    - Präsident Glafkos Klerides (1993–28. Februar 2003)
    - Präsident Tassos Papadopoulos (28. Februar 2003–2008)

  - Nordzypern (international nicht anerkannt)
    - Staatsoberhaupt: Präsident Rauf Denktaş (1983–2005)
    - Regierungschef: Ministerpräsident Derviş Eroğlu (1985–1994, 1996–2004, 2009–2010) (2010–2015 Präsident)